# Der 9. Januar
Der 9. Januar (russisch 9-е января) ist eine Erzählung des russischen Schriftstellers Maxim Gorki, die 1907 im Berliner J. Ladyschnikow Verlag erschien. Im November des Vorjahres hatte der Herausgeber Grschebin um die Skizze gebeten. Gorki schrieb sie im Dezember 1906 nieder, aber Grschebin verweigerte deren Annahme. Die Verbreitung aller ausländischen Ausgaben des Textes war im Reich des russischen Zaren verboten. Der Erstdruck auf russischen Boden erfolgte 1920 im sowjetischen Petrograd.

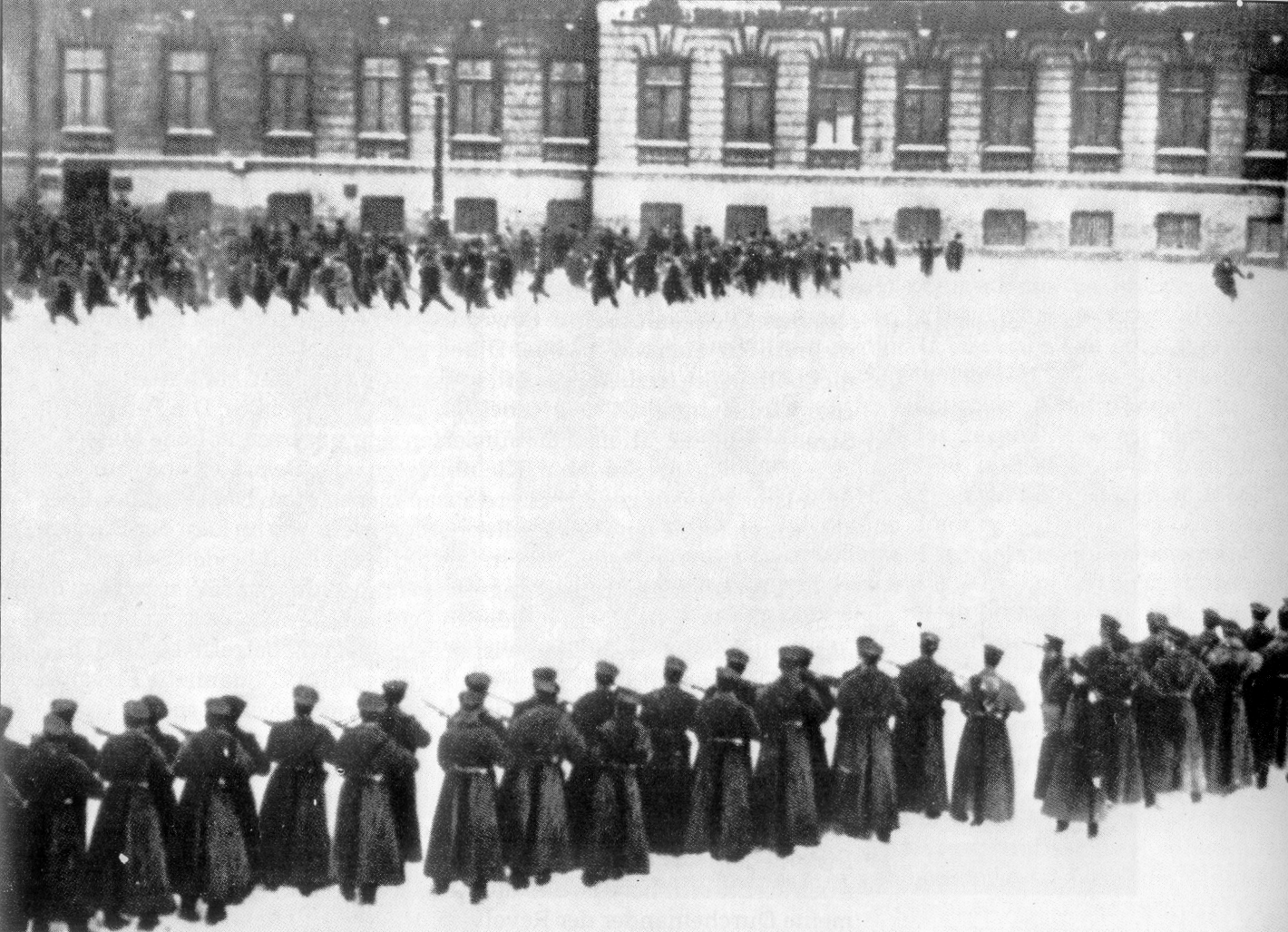
Der 9. Januar 1905 in Petersburg (Szene nachgestellt, 1925)

## Überblick
Der Titel bezieht sich auf den Petersburger Blutsonntag des Jahres 1905. Unter anderem – als Reaktion auf die Hungersnot während des Russisch-Japanischen Krieges – gingen die Petersburger auf die Straße und wollten den Zaren um Besserung der Verhältnisse bitten. Infanterie, Kavallerie und Artillerie – geführt von resoluten Offizieren – verhinderten das Zwiegespräch mit blutigen Attacken auf die unbewaffneten Demonstranten. Die Zahl der bekanntgewordenen Ermordeten schwankt zwischen hundertdreißig und über tausend. Gorki nahm an dem Marsch teil. Als Augenzeuge schrieb er noch am selben Tage über die Petersburger Vorkommnisse einen Brief an seine Frau (siehe unten: „Literatur“).

## Inhalt
Gorki erzählt den Ablauf ganz anders, als die nachgestellte Szene auf dem Foto aus dem Jahr 1925 (in diesem Artikel oben rechts) vermuten lässt. Gorki schreibt, die Bittsteller rücken mehrfach vor und werden jedes Mal blutig zurückgeschlagen. Das im Nachhinein unbegreifliche zweite und dritte Vorrücken der Unbewaffneten macht ein Mann mit blutbedeckten Armen plausibel. Dieser weist das Hilfeangebot anderer Überlebender zurück: „Es ist nicht mein Blut, Leute, es ist das Blut derer, die geglaubt haben“.
Die Menschenmenge schwillt an, denn die Untertanen glauben, die Staatsmacht müsse ein offenes Ohr für ihre Nöte haben. „Zurück! Ich lasse schießen!“ ruft der Offizier. Ein Zurück kommt nicht in Frage, denn man ist in friedlicher Absicht gekommen. Die erste Gewehrsalve tötet beziehungsweise verletzt Unbewaffnete. Kavalleristen setzen Flüchtenden nach; erschlagen einige mit gezogenem Säbel und verwunden andere. Die Pferde zertrampeln Daliegende. Überlebende sind nicht erschreckt, sondern überrascht. Soll der Zar kein Born des Heils und der Gnade sein?
Trotz alledem, die Demonstranten gelangen bis zum von Soldaten bewachten eisernen Gitter vor dem Zarenpalast. Ein Feldwebel vom Pskower 144. Infanterieregiment fordert: „Geht eurer Wege!“ Keiner will hören. Die Soldaten frieren. Als der Offizier den Säbel zieht und „Auseinandergehen!“ befiehlt, fragt ihn einer aus dem Volke: „Na, Herr Leutnant, kann das Morden losgehen?“ Die Vordersten können den Gewehrläufen der Soldaten nicht entrinnen. Die Menge drückt von hinten. Manche Soldaten zielen fast in den Winterhimmel, manche „nur“ auf die Beine. Zwei Salven krachen. Wieder wird Blut vergossen Die Menge schiebt weiter langsam vorwärts. Tote und Verwundete werden von den Demonstranten aufgehoben. Die Soldaten lassen sich von einigen Rednern nicht bekehren. Einer aus der angerückten Volksmenge ruft: „Dafür gibt es keine Rechtfertigung!“ Andere schreien: „Henker! Hund!“ Zwei weiteren Salven folgt neues Blutvergießen. Gorki spricht von „Hunderten von Getöteten und Verwundeten“.
Einer wird von einem betrunkenen Soldaten getroffen und sagt: „Was habe ich getan? Bestie du!“ Der Verwundete wird von dem grinsenden Betrunkenen noch einmal angeschossen. Ein „würdiger, gutangezogener Herr“ hat sich unter das Volk gemischt und fragt entsetzt: „Herrschaften, sehen Sie das?“

## Genossen

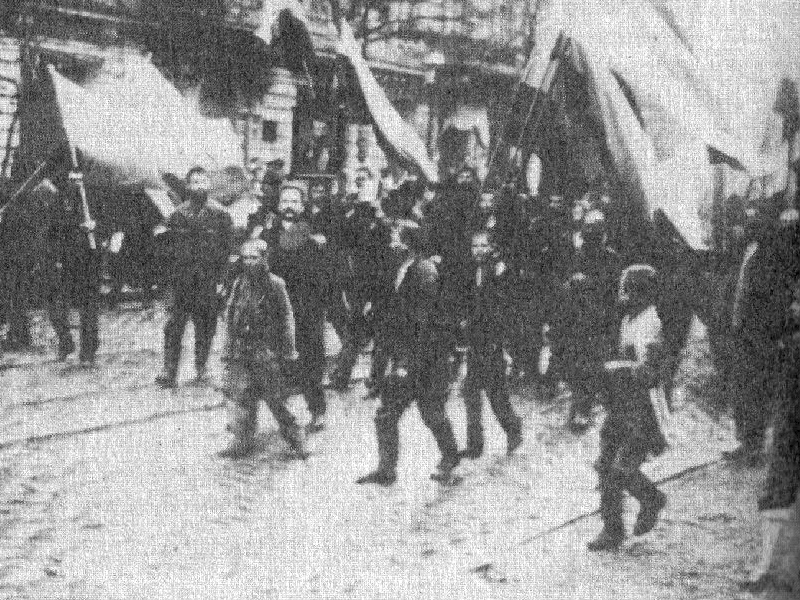
Demonstration in Sankt Petersburg am 9. Januar 1905

Vor der Niederschrift des Textes gegen Ende 1906 waren in den Vorjahren des 20. Jahrhunderts bereits mehrere Bücher ins Deutsche übertragener Prosa Gorkis in Berlin, Leipzig und Dresden erschienen. Darin wird der Leser das Wort „Genosse“ vergeblich suchen. Nach dem Blutsonntag ist alles anders. Insbesondere in vorliegendem Text zerfallen – weil mehrmals „Genossen!“ und nahe Verwandtes gerufen wird – die Demonstranten im Kopf des aufmerkenden Lesers aus dem 21. Jahrhundert erstens in jene Petersburger Arbeiter, die den Bolschewiken und Menschewiken nahestehen und zweitens in gutgläubige, hungernde, frierende „kleine Handeltreibende und Angestellte“.
Die Genossen wollen Vater Gapon, den Organisator des Sternmarsches auf das Winterpalais, zum Teufel jagen. Der Rest der Demonstranten glaubt an den Geistlichen und marschiert nach der Parole: „Wir gehen zu unserem Vater!“ „Er [der Zar] liebt uns!“
Während die Arbeiter eine Petition mitführen, in der sie den Zaren um demokratischere Verhältnisse bitten und dann doch eine Barrikade errichten, hat die Gewalt kein Ende. Mit bloßen Händen ist nichts zu machen.
Die einen sagen: „Es ist nicht möglich, diesen Tag zu vergessen!“ Die anderen verzweifeln, schimpfen sich „Sklavenseelen“.

## Rezeption
- Das Volk marschiert an dem 9. Januar in dem Glauben: „´Er´ [der Zar] wird uns schon verstehen – wenn wir bitten...“ Unter dem marschierenden Volk ist einer darunter, der den Kardinalfehler dieses Marschkonzepts von vornherein durchschaut, wenn er ruft: „...um die Freiheit kann man nicht bitten!“[5] und somit auf den weiten Weg zum Ziel weist.[6]
- Russische Literaturwissenschaftler sprechen in diesem Fall nicht von einer Erzählung, sondern von einem Otscherk[7] – einem Abriss oder auch einer Skizze.

## Deutschsprachige Ausgaben
- Maxim Gorki: Der 9. Januar. Die Ereignisse in Petersburg am 9. Januar 1905. Mit Einleitung, Anhang und 7 Bildern. Einbandentwurf von John Heartfield. Malik-Verlag, Berlin 1926. (Malik Bücherei, Bd. 20)
- Der 9. Januar. (Übersetzer nicht erwähnt). S. 73–84 in: Maxim Gorki: Ausgewählte Werke: Erzählungen. Märchen. Erinnerungen. SWA-Verlag, Berlin 1947.
- Maxim Gorki: Der 9. Januar. Der Kinderbuchverlag, Berlin 1951.

### Verwendete Ausgabe
- Der 9. Januar. Deutsch von Felix Loesch. S. 375–401 in: Maxim Gorki: Erzählungen. Vierter Band. 564 Seiten. Aufbau-Verlag, Berlin 1954.

## Anmerkung
1. ↑  Grschebin hatte in Russland zwei satirische Zeitschriften herausgegeben beziehungsweise mit herausgegeben – 1905 das Schupel (deutsch etwa: Höllenfeuer, russ. Жупел) und 1906 die Adskaja potschta (deutsch etwa: Höllen-Post, russ. Адская почта (1906)).